# Glypta nulla
Glypta nulla är en stekelart som beskrevs av Dasch 1988. Glypta nulla ingår i släktet Glypta och familjen brokparasitsteklar. Inga underarter finns listade i Catalogue of Life.